# Guayas
Guayas je řeka v Ekvádoru. Vzniká soutokem zdrojnic Daule a Babahoyo, pramenících v Andách. Pod názvem Guayas je dlouhá 93 km, od ústí k prameni nejdelší zdrojnice měří 389 km. Ústí do Guayaquilského zálivu Tichého oceánu rozsáhlou deltou s bažinami a mangrovy. U svého ústí je široká pět kilometrů, průtok činí okolo 1600 m³/s a povodí řeky má rozlohu 32 300 km², Guayas je proto nejmohutnější řekou na pacifickém pobřeží Jižní Ameriky.
Na řece leží města Guayaquil a Durán, spojená mostem Puente Rafael Mendoza Avilés. Jmenuje se podle ní i jedna z ekvádorských provincií. Guayas je ekvádorskou národní řekou a je vyobrazena i ve státním znaku.
V povodí řeky se nachází významná zemědělská oblast, kde se pěstuje banánovník, kávovník a rýže. V okolních lesích roste balzovník jihoamerický.